# 서울광진소방서
서울광진소방서(서울廣津消防署, Seoul Gwangjin Fire Station)는 서울특별시 광진구를 관할하는 서울특별시 소방재난본부 산하의 소방서이다.
소방서장은 소방정으로 보한다.

## 연혁
- 1946년: (구)서울성동소방서로 개서
- 2008년: 서울광진소방서로 변경
- 2017년 : 성동구를 담당하는 서울성동소방서 분리

## 조직
| - 소방행정과 - 소방행정팀 - 장비회계팀 - 홍보교육팀 | - 재난관리과 - 대응총괄팀 - 구조팀 - 구급팀 | - 예방과 - 예방팀 - 검사지도팀 - 위험물안전팀 | - 현장대응단 - 지휘팀 - 진압대 - 구조대 |

## 관할센터 및 관할구역
서울광진소방서는 2개의 119안전센터와 1개의 현장대응단을 산하에 두고 있다.
| 명칭                      | 사진 | 주소                  | 관할구역                                               | 지역대 |
| ------------------------- | ---- | --------------------- | ------------------------------------------------------ | ------ |
| 서울광진소방서 현장대응단 |      | 광나루로 480 (구의동) | 구의동 일부, 광장동, 자양1·2동. 단, 구조는 광진구 전역 |        |
| 능동119안전센터           |      | 능동로 242 (능동)     | 능동, 군자동, 화양동                                   |        |
| 중곡119안전센터           |      | 용마산로 150 (중곡동) | 중곡동, 자양3동, 구의동 일부                           |        |

## 사건사고
- 1963년 2월 19일에 화재감시망루에서 소방관이 추락해 순직하였다.[5] 당시에는 서울성동소방서였으며, 현재는 서울동대문소방서 관할이다.
- 1966년 8월 6일 화재현장에 출동하다 소방차가 전복돼 소방관 2명이 순직하였다.[6] 당시에는 서울성동소방서였다.
- 대왕코너 화재 사고 - 당시에는 서울성동소방서였으며, 현재는 서울동대문소방서 관할이다.

### 구조단정 전복 사고

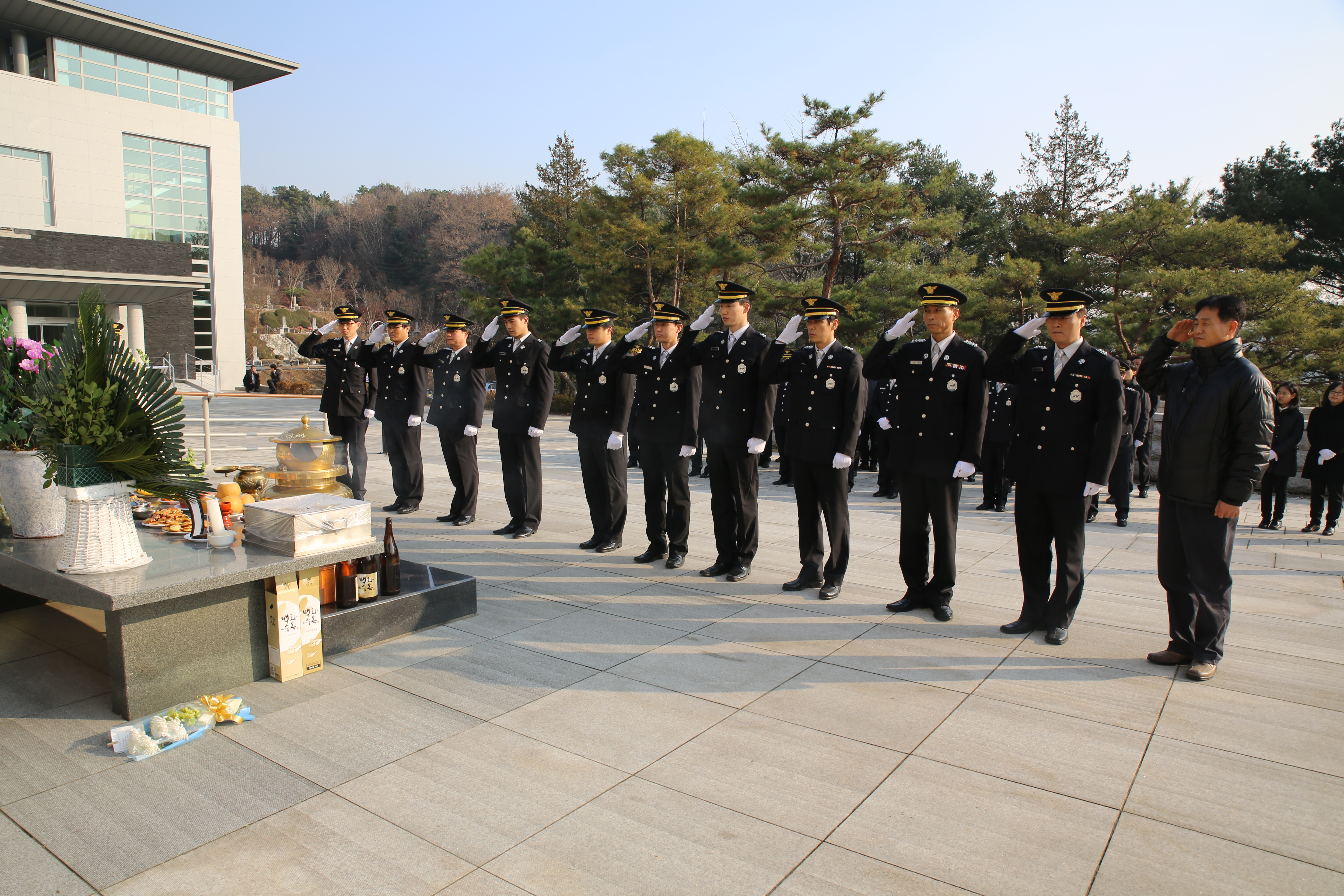
서울특별시 119특수구조단 故 장복수, 故 권용각 대원 3주기 추모식 (2013년)

2010년 12월 3일 오전 8시 53분에 잠실대교 남단 하류 200m 지점에서 6명을 태운 중형구조정 1대가 사체인양을 위해 접근 중 수중 장애물에 걸렸다. 이후 서행으로 후진 중에 너울로 침수가 일어났으며, 배수를 위해 보트를 전진 구동시키는 과정에서 배가 흔들렸고 몰아친 강풍과 1m 정도의 너울에 의해 배가 전복되었다. 선상에 있던 대원 2명은 전복과정에서 강으로 떨어졌고, 선실에 있던 3명이 비상탈출 중 2명이 순직하였다.

## 같이 보기
- 대한민국 소방청
- 대한민국의 소방
- 대한민국 소방공무원